# Paraliparis diploprora
Paraliparis diploprora är en fiskart som beskrevs av Andriashev, 1986. Paraliparis diploprora ingår i släktet Paraliparis och familjen Liparidae. Inga underarter finns listade i Catalogue of Life.